# Chaetopteryx vulture
Chaetopteryx vulture är en nattsländeart som beskrevs av Malicky 1971. Chaetopteryx vulture ingår i släktet Chaetopteryx och familjen husmasknattsländor. Inga underarter finns listade i Catalogue of Life.